# Estadio Juan Ramón Ponce
El estadio Juan Ramón Ponce Guay está ubicado en el municipio de San Pedro Carchá en el departamento de Alta Verapaz en Guatemala tiene capacidad para 4,400 aficionados.
Es la casa de los peces cenizos del Deportivo Carchá de la Primera División de Guatemala.
- Datos: Q5848053